# Augustus Fitzroy
Augustus Fitzroy, 3. vévoda z Graftonu (28. září 1735 – 14. března 1811, Euston, Anglie), označovaný také jako hrabě z Eustonu, byl britský státník, člen strany Whigů. V letech 1768 až 1770 zastával funkci britského premiéra.

## Životopis
Fitzroy byl synem lorda Augusta Fitzroye a Alžběty Cosbyové. Po smrti svého strýce roku 1747 zdědil titul hraběte z Eustonu.
Studovat začal na Westminsterské škole, podnikl cestu po Evropě a absolvoval studium na Peterhouse v Cambridge. 29. ledna 1756 se oženil s Annou Liddellovou, dcerou barona z Ravensworthu. Narodily se jim tři děti – Georgia, George a Charles.
Roku 1769 byla dvojice na základě zákona vydaného parlamentem rozvedena. Fitzroy se podruhé oženil 24. června 1769 s Elizabeth Wrottesleyovou. Dvojice měla šest dětí – Henryho, Augustu, Frances, Williama, Elizabeth a Isabellu.

## Politická kariéra
Roku 1756 se stal poslancem Dolní sněmovny za obvod Borroughbridge. O několik měsíců později změnil volební obvod na Bury St Edmunds, který kontrolovala jeho rodina. O rok později zemřel jeho dědeček a Fitzroy se stal 3. baronem z Graftonu, což mu umožnilo stát se členem Sněmovny lordů.
Stal se známým kritikem Johna Stuarta, oblíbence Jiřího III. Fitzroy se proti němu spojil s Thomasem Pelhamem-Hollesem a dosáhli tak rychlý Stuartův konec ve funkci premiéra. Roku 1765 byl Fitzroy jmenován za člena tajné rady a později byl, po debatě s Williamem Pittem, dosazen do funkce správce severní části země ve Wentworthově vládě. Následující rok ale odstoupil a Pitt sestavil vládu v níž Fitzroy zastával funkci ministra financí.
Pittova nemoc na konci roku 1767 vyústila v to, že se Fitzroy stal vůdčí osobností vlády. Období, po které je považován za britského premiéra začíná Pittovou rezignací ke konci roku 1768. Politický útok opozice vedl k jeho odstoupení v lednu 1770. Roku 1768 získal i pozici kancléře univerzity v Cambridge.
Ve vládě Fredericka Northa získal roku 1771 křeslo strážce tajné pečeti, ze kterého roku 1771 na protest proti politice britské vlády vůči americkým koloniím odstoupil. V druhém vládním období Watsona-Wentwortha zastával také funkci strážce tajné pečeti.